# Ioulia Osmak
Youlia ou Ioulia Osmak est une joueuse d'échecs ukrainienne née le 6 mars 1998 à Kiev.
Au 1er juillet 2025, elle est la troisième joueuse ukrainienne et la 17e joueuse mondiale avec un classement Elo de 2 470 points.

## Biographie et carrière
Championne du monde des moins de 12 ans en 2010, elle a obtenu le titre de grand maître international féminin en 2016 et de maître international (mixte) en 2017.
En 2017, elle a représenté l'Ukraine lors du championnat du monde d'échecs par équipe (l'Ukraine finit cinquième) et du championnat d'Europe d'échecs des nations, remportant la médaille de bronze par équipe.
En 2021, elle finit deuxième du championnat d'Europe féminin individuel disputé en Roumanie.
| Année | Lieu    | Résultat       | Ultime adversaire    | Adversaires battues     |
| ----- | ------- | -------------- | -------------------- | ----------------------- |
| 2021  | Sotchi  | deuxième tour  | Batkhuyag Munguntuul |                         |
| 2023  | Bakou   | troisième tour | Zhu Jiner            | Batkhuyagiin Möngöntuul |
| 2025  | Batoumi | quatrième tour | Tan Zhongyi          | Wang Chuqiao Lu Miaoyi  |